# Donne italiane/Davanti al mare
Donne italiane è uno degli ultimi 45 giri dei Pooh, uscito nel 1990 per entrare poi a far parte dell'album Uomini soli.
- Donne italiane è di Roby Facchinetti e Valerio Negrini: il soggetto della canzone è ripreso nel collage della copertina, che riporta innumerevoli immagini di donne italiane e che ricorda vagamente la copertina dell'album Memorie. Come Notte a sorpresa, divenne sigla del programma Domenica in.
- Davanti al mare è di Dodi Battaglia e Valerio Negrini, cantato dal primo. Descrive le impressioni di una notte di San Silvestro passata presso una spiaggia del Sud, caratterizzata tanto dai ricordi quanto dalle speranze.

## Formazione
La formazione del gruppo è:
- Roby Facchinetti – tastiere, voce
- Dodi Battaglia – chitarra, voce
- Stefano D'Orazio - batteria, voce
- Red Canzian - basso, voce.